# جفت‌شدن لیبسکایند–اسروگل
جفت‌شدن لیبسکایند–اسروگل (به انگلیسی: Liebeskind–Srogl coupling) نوعی واکنش جفت‌شدن است که طی آن یک پیوند کربن-کربن از واکنش یک تیواستر و یک بورونیک اسید در حضور کاتالیزور فلزی، تشکیل می‌شود. این نام واکنش آلی نخستین بار توسط دو شیمیدان به نام‌های جیلی اسروگل از آکادمی علوم جمهوری چک و لانی لیبسکایند از دانشگاه اموری آمریکا کشف شد.